# Kindratove (Kindratove), Djankoi
Kindratove (în ucraineană Кіндратове) este localitatea de reședință a comunei Kindratove din raionul Djankoi, Republica Autonomă Crimeea, Ucraina.

## Demografie
Componența lingvistică a localității Kindratove
     Rusă (79,37%)
     Tătară crimeeană (10,83%)
     Ucraineană (9,3%)
     Alte limbi (0,2%)
Conform recensământului din 2001, majoritatea populației localității Kindratove era vorbitoare de rusă (79,37%), existând în minoritate și vorbitori de tătară crimeeană (10,83%) și ucraineană (9,3%).